# 前略、大とくさん
『前略、大とくさん』（ぜんりゃく、だいとくさん）は、2013年11月3日から2024年9月29日まで中京テレビで放送された情報バラエティ番組。2020年3月29日までの番組名は『前略、大徳さん』。

## 概要
2013年9月で終了した前番組『幸せの黄色い仔犬』の後継番組として約1か月後の11月にスタートした生放送の情報番組。番組名は初期の司会コンビであるビビる大木と徳井義実（チュートリアル）からとったものである。アシスタント(放送開始当初はお手伝いさん)は松原朋美が担当。
番組は「東海3県に住んでいる皆さんの声を聞く」というコンセプトの元、知って得する情報や、依頼者の願いを叶えるという企画を放送している。レポートにはレポーターの他、「大徳会員」と呼ばれる視聴者も参加している。会員登録は番組公式サイトで行うことができ、スタジオ観覧の応募も会員登録が必要である。
2016年10月2日放送回は、11月21日に中京テレビが移転予定のささしまライブ24地区にある新社屋から生放送を行った。ちなみに、この中継が新社屋から放送された初の番組となった。
2020年4月5日からは番組タイトルが『前略、大とくさん』に変更となり、2019年10月に不祥事により出演を中止した徳井に替わり、小沢一敬（スピードワゴン。愛知県知多市出身）が新司会者として登板した。その背景があるため、タイトルが「徳」から「とく」へと変わっている。また、同日から前座番組『シューイチ』が制作局の日本テレビでは7:30 - 10:25に枠拡大されたが、中京テレビでは当番組の放送を優先するため9:55飛び降りとなっている。
また、8月9日には松原が7日に報道局スタッフの新型コロナウイルス感染が明らかになり、感染者となったスタッフの濃厚接触者と業務をしていたことから念のため出演を見合わせた。代役は中継・リポーターを担当している佐野がつとめた。松原が番組を欠席するのは前番組から通算してはじめてとなる。
2022年8月14日の放送で、松原とリポーターとして出演している大前りょうすけが8月8日に結婚したことを報告。
2023年11月5日の放送で松原が第１子妊娠と産休入りに伴い、年内最後の放送となる12月24日をもって10年間担当してきた番組を卒業することを発表。
2024年1月14日から前年末の週刊誌報道により、疑惑の渦中にあるMCの小沢に関して活動自粛に伴い無期限での出演見合わせを発表。アシスタントは松原の卒業以降、後任は未定の状態のまま、3月17日まで女性アナウンサーが週替わりで担当していたが、春改編を待たずに3月24日から阿部芳美が正式に2代目アシスタントに就任した。
2024年9月29日の放送をもって終了することが、15日の放送で発表された。10月6日からは、木村昴がMCを担当する後継番組『ぐ〜たくさん』が放送を開始。『ぐ〜たくさん』には本番組のマスコットキャラクター「大とくさん」をマイナーチェンジした「だいとくさん」が、引き続き登場している。

## 放送時間
- 毎週日曜：9:55 - 11:30（2013年11月3日 - 2015年3月29日）
- 毎週日曜：9:55 - 10:55（2015年4月5日 - 2018年4月1日）※ 10:55 - 11:25枠へ「ニノさん」枠移動のため35分縮小。
- 毎週日曜：9:55 - 11:25（2018年4月8日 - 2018年9月30日）※ 「ニノさん」の枠移動で時間拡大。90分番組化。
- 毎週日曜：9:55 - 11:40（2018年10月7日 - 2024年9月29日）※後座番組 『NNNストレイトニュース週末版』を本番組のミニニュース部分として放送。なお、2020年4月より直前の情報番組『シューイチ』（日本テレビ制作）が10:25までに拡大されたが、本番組を放送する為『シューイチ』は途中飛び降りとなる。

## 番組終了時点の出演者
MC
- ビビる大木（2013年11月3日 - 2024年9月29日）

アシスタント
- 阿部芳美（2代目アシスタント。2024年3月24日 - 同年9月29日）

- 2024年1月14日 - 同年3月17日の週替わりアシスタント（下記参照）

| 放送日 | 放送日 | 担当者     |
| ------ | ------ | ---------- |
| 1月    | 14日   | 佐野祐子   |
| 1月    | 21日   | 望月杏夏   |
| 1月    | 28日   | 阿部芳美   |
| 2月    | 4日    | 赤木由布子 |
| 2月    | 11日   | 恩田千佐子 |
| 2月    | 18日   | 中川萌香   |
| 2月    | 25日   | 望月杏夏   |
| 3月    | 10日   | 赤木由布子 |
| 3月    | 17日   | 佐野祐子   |

マスコットキャラクター
- 大とくさん - オカザえもんによく似たゆるキャラで、オカザえもんとは飲み仲間という設定。デザインはオカザえもんを設計した現代美術作家の斉と公平太。

リポーター
- 寺門ジモン
- 柴田英嗣
- 虻川美穂子
- やしろ優
- くわばたりえ
- はるな愛
- チャンカワイ
- 石塚英彦
- 彦摩呂
- 男性ブランコ
- 森脇健児
- 黒瀬純
- アマレス兄弟

中継リポーター
- 大前りょうすけ（元 プリンセス金魚）

お天気
- 石橋武宜（2013年11月3日 - 2024年9月29日、気象予報士）
- 赤木由布子（2023年5月14日 - 2024年9月22日、中京テレビアナウンサ―・気象予報士・お天気キャスター）

石橋と赤木が隔週交代で担当

## 過去の出演者
| 前略、大徳さん   | 前略、大徳さん | 前略、大徳さん | 前略、大徳さん | 前略、大徳さん | 前略、大徳さん   | 前略、大徳さん |
| 期間             | 期間           | MC             | MC             | アシスタント   | お天気コーナー   | お天気コーナー |
| 期間             | 期間           | MC             | MC             | アシスタント   | お天気キャスター | 気象予報士     |
| ---------------- | -------------- | -------------- | -------------- | -------------- | ---------------- | -------------- |
| 2013.11.3        | 2016.9.25      | ビビる大木     | 徳井義実       | 松原朋美       | 橋本祐佳         | 石橋武宜       |
| 2016.10.2        | 2017.3.26      | ビビる大木     | 徳井義実       | 松原朋美       | 土井邦裕         | 石橋武宜       |
| 2017.4.2         | 2018.3.25      | ビビる大木     | 徳井義実       | 松原朋美       | 松下有菜         | 石橋武宜       |
| 2018.4.1         | 2018.4.25      | ビビる大木     | 徳井義実       | 松原朋美       | （不在）         | 石橋武宜       |
| 2018.4.22        | 2018.9.30      | ビビる大木     | 徳井義実       | 松原朋美       | 松居香織         | 石橋武宜       |
| 2018.10.7        | 2020.3.29      | ビビる大木     | 徳井義実       | 松原朋美       | 池岡星香         | 石橋武宜       |
| 前略、大とくさん |                |                |                |                |                  |                |
| 2020.4.5         | 2020.9.27      | ビビる大木     | 小沢一敬       | 松原朋美       | 池岡星香         | 石橋武宜       |
| 2020.10.18       | 2022.5.26      | ビビる大木     | 小沢一敬       | 松原朋美       | 伊藤楓           | 石橋武宜       |
| 2022.6.12        | 2023.4.30      | ビビる大木     | 小沢一敬       | 松原朋美       | 田村浩平         | 石橋武宜       |
| 2023.5.14        | 2023.12.24     | ビビる大木     | 小沢一敬       | 松原朋美       | 赤木由布子       | 石橋武宜       |
| 2024.1.14        | 2024.3.17      | ビビる大木     | 小沢一敬       | （週替わり）   | 赤木由布子       | 石橋武宜       |
| 2024.3.24        | 2024.9.29      | ビビる大木     | （不在）       | 阿部芳美       | 赤木由布子       | 石橋武宜       |

- 徳井義実（チュートリアル）- 2019年10月27日より自身の不祥事に伴う芸能活動の自粛により出演を見合わせていたが、2020年3月29日を以て正式に降板。
  - 小園真理恵 - 自称・福岡県出身のフリーアナウンサーだが、その正体は徳井の女装キャラクターである。
  - 高辻薫 - 自称・世界を股にかける華道家。小園同様、徳井の女装キャラクターである。
- 小沢一敬（スピードワゴン）（2020年4月5日 - 2023年12月24日） - 当面の間、活動自粛のため休演[15][16][17]。
- 松原朋美（2013年11月3日-2023年12月24日）【初代アシスタント】（中京テレビアナウンサー）
- スギちゃん
- 長原成樹
- 岡田圭右 - 「岡大徳さん 商店街でワオ!」に出演
- 橋本祐佳（気象予報士） - 隔週で天気予報のコーナーに出演していた
- 土井邦裕（気象予報士） - 橋本の後任で隔週で天気予報のコーナーに出演していたが、2017年3月で卒業
- 松下有菜（気象予報士） - 土井の後任で隔週で天気予報のコーナーに出演していたが、2018年3月で卒業
- 松居香織（気象予報士） - 2018年4月22日より出演
- 池岡星香（お天気お姉さん・タレント） - 2018年10月7日より隔週出演していたが、2020年9月27日で卒業
- 伊藤楓（2020年10月18日 - 2022年5月26日）【お天気キャスター 隔週】（中京テレビアナウンサー）
- 田村浩平（2022年6月12日 - 2023年4月30日）【お天気キャスター 隔週】（中京テレビアナウンサー）[13]

## 主なコーナー

### 現在放送中のコーナー
教えて!大徳さん
番組のメインコーナー。話題のスポットの紹介など、毎回様々な企画を行っている。司会の大木、徳井も時々ロケに参加することがある。
いい旅教えて!大徳さん
原則2か月に1度放送する準レギュラーコーナー。石塚とゲストが観光スポットに繰り出す。
大徳白書
テーマに沿った街頭インタビューをもとにゲストとトークを繰り広げる。

### 休止中または終了したコーナー
東海3県125市町村!ワガママ聞いて大徳さん
視聴者のワガママ（お願い）を叶える企画。2014年11月16日放送分をもって終了。
お料理作って!大徳さん
視聴者から寄せられた、誰でも簡単に作れるレシピを紹介。2014年8月3日放送分をもって終了。
岡大徳さん 商店街でワォ!
岡田が東海地区の商店街に繰り出す。2015年8月30日放送分をもって終了。

## テーマ曲
- オープニングテーマ - MASH「こどもの国」
- エンディングテーマ - MASH「パレード」
- 2020年6月度エンディングテーマ - EARNIE FROGs「ラムネサイダー」
- 天気予報 - Official髭男dism「始まりの朝」

## スタッフ

### スタッフ
- ナレーター - 今枝とし子
- 構成 - 八木晴彦、橋本吾市、町田こーすけ
- リサーチ - 中川真女、荒尾妙香
- タイトル - 西脇英子
- デスク - 金子千波
- 制作 - 清水三貴（以前はAP）
- TK - 柿田由美子
- AD - 本部美優、横井末奈美、山下賢治、足達美里、前深花、山田菜摘
- ディレクター - 高柳俊也、大井剛、山崎伊沙也、畑本将嗣、中西未紀、渡邊美沙樹
- 演出 - 塚本千尋、三村亜里沙（三村→以前はAD）
- プロデューサー - 山崎友大
- チーフプロデューサー - 池田京平（以前はプロデューサー）
- 製作著作 - 中京テレビ

### 過去のスタッフ
- 構成 - 浅野則子
- AD - 早川真代、池本将
- デスク - 近藤智子
- ディレクター - 田中一平、祖父江賢太郎、加藤優一、山本晃生、内田陽子、岡本亮介、馬場聖人、岩瀬貴大、片上瑞美、安藤聖作、丹羽由貴奈
- 総合演出 - 山田英樹、浅田大道、守屋泰斗（守屋→以前はディレクター）
- プロデューサー - 村地賢、板谷学

## エピソード
生放送で行われている番組ではあるものの、司会の徳井が2度（2週連続で）遅刻したことがある。2017年3月19日の放送では、徳井がパネル姿で登場した後、番組途中で合流し謝罪している。しかし、その翌週も「先週飲み会で盛り上がって寝過ごしたと思い、今週は早めに寝ていた」にもかかわらず遅刻してしまったため、久屋大通公園からの公開生放送内で土下座して謝罪している。なお、この顛末には、2019年9月29日まで東海テレビで日曜昼に放送していた生放送番組『スタイルプラス』で司会をしていた内藤剛志が2週連続同じ新幹線で居合わせており、遅刻の理由を聞いて1週目は励ましてくれたものの、2週目は呆れていたという。また自身が出演するラジオ番組『キョートリアル!コンニチ的チュートリアル』（2017年4月1日）や内藤がゲスト出演した2019年10月6日放送分でも語られている。
2019年10月27日の放送では司会の徳井が自身の不祥事による影響で当番組出演を見合わせ、もうひとりの司会者であるビビる大木とアシスタントの松原、当日のゲストで放送を行った。その後はゲスト3人体制が定着していた。
日本国内における新型コロナウイルス感染症（COVID-19）の流行により、政府は2020年4月7日に7都府県（埼玉県・千葉県・東京都・神奈川県・大阪府・兵庫県及び福岡県）に対し新型インフルエンザ等対策特別措置法に基づく緊急事態宣言を発令。4月10日には愛知県が県独自の緊急事態宣言を発表した。これに伴い、4月12日放送分からMCの大木・小沢が東京からリモート出演となり、スタジオでは局アナウンサーの松原が番組を進行した。その間、当時トヨタ自動車ビーチバレーボール部のゼネラルマネージャーとして愛知県碧南市に在住する川合俊一がゲストとして、大木・小沢がスタジオに復帰する6月21日放送分までの11週間、スタジオに出演した。2021年には緊急事態宣言発言に伴い、出演者が全員マスクを着用してスタジオに登場していた。